# José Nicolás Garay
José Nicolás Garay (Lima, 1791 - 1875), sacerdote y catedrático peruano. Rector de la Universidad de San Marcos.

## Biografía
Hizo sus estudios en el Seminario de Santo Toribio, hasta optar el grado de doctor en Teología, haciendo la profesión religiosa en la Orden de la Merced. Al llegar la Expedición Libertadora de San Martín, era lector y maestro en el Colegio de San Pedro Nolasco, acudiendo al cuartel general patriota en Huaura para ofrecer sus servicios. Nombrado vicario castrense, fue adscrito al batallón n.º 4 de Chile, concurriendo en sus filas a la Primera Campaña de Intermedios, así como a la Campaña de Ayacucho, luego de la cual acompañó a la unidad militar a su país de origen.
En Santiago de Chile, obtuvo la secularización del nuncio apostólico, y al regresar a Lima se consagró a su ministerio pastoral: Fue capellán de Santo Tomás, teniente del vicario general del ejército durante la guerra civil que concluyó con el Abrazo de Maquinhuayo (1834), y canónigo del Cabildo Metropolitano. Separado de esta dignidad por su apoyo a la Confederación Perú-Boliviana (1839), fue restablecido en ella por el presidente Francisco de Vidal (1842) y elevado más tarde a Chantre. Se desempeñó también como juez de paz eclesiástico y examinador sinodal del arzobispado.
Numerosos amigos se reunían en su casa para dialogar acerca de las orientaciones doctrinarias y políticas del mundo; y fue en aquellos años cuando colaboró con José de la Riva Agüero en las Memorias de Pruvonena. Ocupó la cátedra de Vísperas de Teología, y fue elegido rector en una época en la cual ya se planteaba la reorganización general del claustro sanmarquino. Miembro honorario del Colegio de Abogados de Lima.
| Predecesor: José Dávila Condemarín | Rector de la Universidad de San Marcos 1857 - 1859 | Sucesor: Juan Vásquez Solís |